# New Zealand Post-Primary Teachers Association
Die New Zealand Post-Primary Teachers Association (PPTA), in deren Außendarstellung als PPTA Te Wehengarua oder in Kurzform einfach als PPTA bezeichnet, ist eine Gewerkschaft für Lehrer der Sekundarstufe, Bezirksschullehrer und deren Schulleiter in Neuseeland.

## Geschichte
Die Gewerkschaft wurde 1952 gegründet und ging aus verschiedenen früheren Lehrervereinigungen hervor, ohne an Fusionen oder Umstrukturierungen im gewerkschaftlichen Umfeld beteiligt gewesen zu sein. In den ersten fünfzig Jahren war die PPTA im Wesentlichen ein Berufsverband für Sekundarschullehrer.
In den 1980er Jahren begann man eine Gewerkschaftspolitik zur Māori-Bildung zu verfolgen, die eine Partnerschaft mit den Māori innerhalb der Gewerkschaft in Gang setzte. So wurde 1987 dann schließlich der Te Tiriti o Waitangi (Vertrag von Waitangi) in die Satzung der Gewerkschaft aufgenommen, wobei auch eine Struktur in der Arbeitnehmervertretung geschaffen werden sollte, die den Grundsätze des Te Tiriti o Waitangi folgte.

## Organisationsstruktur
Die Gewerkschaft ist organisatorisch in 24 Regionen mit insgesamt 564 Zweigstellen unterteilt, wobei alle Regionen und Zweigstellen autonom sind. Alle besitzen demokratisch gewähltes Führungspersonal. Die Regionen erhalten Geldmittel für ihre Arbeit von der Zentralorganisation, wogegen die Zweigstellen die finanziellen Mittel von der jeweiligen Region erhalten, der sie angehören.

## Nischengewerkschaft
Die New Zealand Post-Primary Teachers Association verhandelt nur mit einem Arbeitgeber, der neuseeländischen Regierung und je nach Ausgang der jeweiligen neuseeländischen Parlamentswahlen, kann der Arbeitgeber die New Zealand National Party oder die New Zealand Labour Party in Regierungsverantwortung sein. Auch gibt es lediglich fünf nationale Tarifverträge, die es mit dem Arbeitgeber auszuhandeln gilt, wobei die Gewerkschaft stets berücksichtigen muss, dass ihre Mitglieder quer aus dem neuseeländischen Parteienspektrum kommen und mehrheitlich den beiden zuvor genannten Parteien angehören.